# Alaocephala delarouzei catalonica
Alaocephala delarouzei catalonica é uma subespécie de insetos coleópteros polífagos pertencente à família Raymondionymidae.
A autoridade científica da subespécie é Osella, tendo sido descrita no ano de 1977.
Trata-se de uma subespécie presente no território português.